# Mount Calvary
Mount Calvary és una població dels Estats Units a l'estat de Wisconsin. Segons el cens del 2000 tenia 956 habitants.

## Demografia
Segons el cens del 2000, Mount Calvary tenia 956 habitants, 199 habitatges, i 141 famílies. La densitat de població era de 348,2 habitants per km².
Dels 199 habitatges en un 36,7% hi vivien nens de menys de 18 anys, en un 62,3% hi vivien parelles casades, en un 6,5% dones solteres, i en un 29,1% no eren unitats familiars. En el 25,1% dels habitatges hi vivien persones soles el 12,6% de les quals corresponia a persones de 65 anys o més que vivien soles. El nombre mitjà de persones vivint en cada habitatge era de 2,5 i el nombre mitjà de persones que vivien en cada família era de 2,99.
Per edats la població es repartia de la següent manera: un 33,6% tenia menys de 18 anys, un 7,5% entre 18 i 24, un 16% entre 25 i 44, un 16,9% de 45 a 60 i un 25,9% 65 anys o més.
L'edat mediana era de 38 anys. Per cada 100 dones de 18 o més anys hi havia 93 homes.
La renda mediana per habitatge era de 50.104 $ i la renda mediana per família de 53.333 $. Els homes tenien una renda mediana de 42.031 $ mentre que les dones 23.462 $. La renda per capita de la població era de 13.631 $. Aproximadament el 4,8% de les famílies i el 35,6% de la població estaven per davall del llindar de pobresa.

## Poblacions més properes
El següent diagrama mostra les poblacions més properes.